# Isopogon longifolius
Isopogon longifolius (лат.) — кустарник, вид рода Изопогон (Isopogon) семейства Протейные (Proteaceae), эндемик южного побережья Западной Австралии.

## Ботаническое описание
Isopogon longifolius — небольшой кустарник высотой 1-2,5 м с гладкими веточками. Гладкие плоские листья очередные, длиной 85-220 мм и шириной 6-30 мм, наиболее широкие выше середины, края ровные. Кремово-жёлтое соцветие. Опушённый околоцветник 13-15 мм длиной. Пестик имеет длину 15-20 мм. Цветёт в январе, октябре, ноябре или декабре.

## Таксономия
Впервые этот вид был официально описан британским ботаником Робертом Броуном в «Трудах Линнеевского общества в Лондоне» в 1810 году. В 1891 году немецкий ботаник Отто Кунце опубликовал Revisio generum plantarum, свой ответ на то, что он считал отсутствием метода в существующей номенклатурной практике. Поскольку Isopogon был основан на Isopogon anemonifolius, и этот вид уже был помещён Ричардом Солсбери в отдельный род Atylus в 1807 году, Кунце возродил последний род на основании приоритета и создал новую комбинацию Atylus linearis для этого вида. Однако ревизионная программа Кунце не была принята большинством ботаников. В конце концов, род Isopogon был номенклатурно сохранён над Atylus Международным ботаническим конгрессом 1905 года.

## Распространение и местообитание
Эндемик Западной Австралии. Растёт в районе Эйвон-Уитбелт, равнинах Эсперанс, леса Ярра, Мале и Уоррена на юге Западной Австралии.

## Охранный статус
Isopogon longifolius классифицирован Министерством парков и дикой природы правительства Западной Австралии как «не находящийся под угрозой исчезновения». Международный союз охраны природы классифицирует природоохранный статус вида как «близкий к уязвимому положению».